# Омерта
Омерта́ (итал. и неап. omertà [omerˈta], сиц. umirtà / omertà — «взаимное укрывательство, круговая порука»[уточнить]) — действующий в Южной Италии среди организованной преступности кодекс молчания, чести и поведения, основным положением которого является полный отказ от содействия преступников государству. В частности, омерта предусматривает запрет членам криминальных группировок давать показания следователям или властям, сотрудничать с ними любым иным образом (в том числе в ходе расследования преступлений), а также предписывает не вмешиваться никоим образом в криминальную деятельность других лиц (например, не сообщать властям о подготовке какого-либо преступления). Омерта предусматривает расправу с теми, кто нарушает эти принципы (особенно с информаторами полиции).
Кодекс зародился в Южной Италии, в которой давно процветал разбой, и закрепился в таких группировках, как Каморра, Коза ностра, Ндрангета, Сакра Корона Унита, Сосьета фоджана и подобных им. Похожие кодексы действуют в преступных группировках других стран Средиземноморья, среди которых выделяются Испания, Греция (Крит) и Франция (а именно Корсика), культура которых схожа с культурой Южной Италии.

## Сущность
Согласно Oxford Reference, слово «омерта» пришло из итальянского языка, однако произошло оно либо от испанского «hombredad» (исп. мужественность), либо от итальянского слова «umiltà» (итал. смирение). Бывший сотрудник служб безопасности Антонио Кутрера, автор книги «Мафия и мафиози» (1900) полагал, что это слово произошло от сицилийского слова «omu» (мужчина), и в 1970-е годы комиссия по борьбе с мафией при парламенте Италии постановила считать официальной именно такую этимологию. Согласно тому же Кутрера, омерта изначально представляла собой кодекс молчания: все, кто его придерживались, обязывались хранить молчание на любых допросах (даже если задержанный был невиновен). Кутрера приводил поговорку, которую, по легенде, сказал раненый своему убийце: «Если я выживу, то убью тебя, а если умру, то прощу тебя».
В разных источниках приводятся разные принципы и правила, относящиеся к омерте. Основным принципом считается полный запрет на сотрудничество с властями и правоохранительными органами для решения возникших проблем. Согласно Антонио Кутрера, если члена группировки подозревают в том, что он является информатором (итал. cascittuni), это является серьёзным оскорблением. Он обязан либо отомстить за это оскорбление, либо найти покровителя (не в лице официальных властей), чтобы добиться отмщения. Омертой категорическим образом запрещалось обращаться к властям за помощью, даже если человек стал жертвой преступления: человеку предписывалось не вмешиваться никоим образом в дела других и не докладывать властям о совершённых преступлениях. В то же время, если были серьёзные причины, потерпевший имел полное право расправиться с обидчиком или его семьёй по обычаям кровной мести. Даже если арестованный был невиновным в совершении преступления, ему предписывалось отсидеть в тюрьме положенный срок и не выдавать полиции никакую информацию о преступлении вне зависимости от того, было ли оно связано с мафией или нет. За нарушение обычаев омерты грозила смерть.
Издание «Нож» упоминает следующие положения омерты, которому обязаны следовать все члены группировки без исключения:
- никогда не сотрудничать с властями и не разговаривать с полицейскими;
- отбывать свои тюремные сроки без жалоб и не признавать себя виновными;
- отрицать в разговорах существование мафии и вообще не произносить слово «мафия»;
- не вступать в интимные отношения с женщинами других членов группировки;
- не представляться прямо члену мафии, так как их может познакомить только общий друг;
- не продавать и не употреблять наркотики;
- не убивать полицейских или судей, чтобы не провоцировать силовые органы на расправу с криминальной группировкой.

Согласно писателю Рику Порелло, сторонники омерты осуждали тех, кто пытался свидетельствовать против своих соратников («это или трусы, или глупцы»); кто не мог обеспечить свою безопасность без обращения к полиции («и трусы, и глупцы»); кто выдавал органам правопорядка истинного виновника преступления («это равноценно тому, чтобы не ответить грубой силой на применение грубой силы»); кто выдавал раненому человеку имя того, кто на него покушался («если тот вылечится, то наверняка захочет отомстить несостоявшемуся убийце»).

### Борьба против омерты
В 1963 году гангстер Джо Валачи стал первым, кто нарушил положение омерты: давая показания перед комитетом при Сенате США, он первым из гангстеров публично признал существование мафии и тем самым нарушил данную при посвящении клятву на крови. На самой Сицилии стали появляться так называемые пентито (итал. pentito, букв. «раскаявшийся») — люди, которые отказались соблюдать омерту и отреклись от мафии. Одним из наиболее известных «пентито» стал Томмазо Бушетта, первый подобный информатор в Италии, который оказал большую помощь прокурору Джованни Фальконе в изучении структуры «Коза Ностра» и Комиссии Сицилийской мафии (в том числе её верхушки — «купола»). В 1973 году полиции сдался Леонардо Витале, однако его показания восприняли скептически, а самого его признали психически больным.
Несмотря на строжайшие требования соблюдения омерты под угрозой смерти, гангстеры неоднократно нарушали её (в частности, они постоянно вели торговлю наркотическими веществами и употребляли их). Положение о запрете нападать на сотрудников правоохранительных органов регулярно соблюдается всеми членами мафиозных банд США (в самой Италии бандиты нередко нападали на полицейских). Однако сам кодекс попросту перестал работать после того, как был принят закон RICO, позволявший федеральным прокурорам США использовать доказательства преступной деятельности группы лиц для обвинения всех её членов: по закону преследованию стали подвергаться все кланы, а мафиози стали давать показания. Виновным в преступной деятельности стали грозить пожизненные сроки. Масштабные аресты, прошедшие в США (в основном, в Нью-Йорке) в ночь на 20 января 2011 года, были осуществлены с широкомасштабным использованием информации от арестованных мафиози, согласившихся сотрудничать со следствием.

### В спорте
Независимая комиссия по реформам в велоспорте (англ. Cycling Independent Reform Commission) в 2015 году в своём отчёте для президента Международного союза велосипедистов заявила, что в велоспорте фактически действуют принципы омерты, направленные на недопущение обсуждения проблем допинга. Утверждалось, что те, кто нарушал этот негласный кодекс молчания и пытался заговорить об употреблении допинга, фактически изгонялись из спорта или подвергались остракизму со стороны большинства велогонщиков.

## В культуре
- Известная трилогия Марио Пьюзо об италоамериканской мафии — романы «Крёстный отец», «Сицилиец» и «Омерта».
- В компьютерной игре Fallout: New Vegas есть группировка «Омерта», основанная на итальянской мафии
- В компьютерной игре Mafia: The City of Lost Heaven 10-я глава называется «Омерта» (англ. Omerta).
- Песня «Omerta» с альбома Ashes of the Wake хеви-метал-группы Lamb of God начинается с того, что вокалист группы Рэнди Блай зачитывает определение омерты.
- В 2019 году рэпер Дрейк выпустил мини-альбом «The Best in the World Pack[англ.]», в котором есть песня «Omertà».

### Комментарии
1. ↑  В разговорной русской речи слово чаще неточно произносится с ударением на второй слог — «оме́рта».